# 17 січня
17 січня — 17-й день року в григоріанському календарі. До кінця року залишається 348 днів (349 днів — у високосні роки).

## Свята і пам'ятні дні

### Релігійні

#### Західне християнство
- Пам'ять преподобного Антонія Великого;
- Пам'ять блаженних Анджело Паолі[en] та Ґамельберта Міхаельсбухського[en];
- Пам'ять святих Мільдґіти[en], Сульпіція Благочестивого[en], Хенаро Санчес-і-Дельґаділло[en];
- Богомати Понтменська[en];
- Пам'ять святого Чарльза Ґора[en] (Англіканська церква).

#### Східне християнство
- Пам'ять преподобного Антонія Великого[1].

## Іменини
✝  Католицькі: Анджело, Антоніо, Ґамельберт, Мільдґіта, Сульпіцій, Хенаро.
✙ Православні: Антон (Антоній, Антоніна).

## Події
- 730 — на сіленції, раді сенаторів і вищого духовенства в Константинополі, візантійський імператор Лев III Ісавр оголосив поклоніння іконам злочином.
- 1209 — у Кембриджі відчинив двері університет
- 1558 — почалася Лівонська війна.
- 1562 — Сен-Жерменський едикт Карла IX регламентував правове положення гугенотів, сприяючи віротерпимості у Франції.
- 1595 — французький король Генріх Наваррський оголосив війну Іспанії.
- 1605 — вперше опубліковано роман Сервантеса «Дон Кіхот».
- 1734 — Август III коронований як Король Речі Посполитої.
- 1805 — у Харкові відкрито перший на сході України університет.
- 1861 — запатентований змивний туалетний бачок. Томас Креппер запатентував біде.
- 1904 — відбулася прем'єра п'єси Чехова «Вишневий сад»

- 1912 — члени експедиції Роберта Скотта досягли Південного полюса (другими після експедиції Руала Амундсена)
- 1920 — набрала чинності Вісімнадцята поправка до Конституції США, що впроваджувала Сухий закон.
- 1921 — у Відні створений Український вільний університет, незабаром переведений у Прагу.
- 1944 — почалась битва при Монте-Кассіно, внаслідок якої союзні війська оволоділи Римом.
- 1945 — Варшава звільнена від німецької окупації.
- 1949 — у США почався судовий процес над лідерами комуністичної партії США.
- 1961 — американський президент Д. Ейзенхауер першим сформулював поняття «військово-промисловий комплекс».
- 1963 — здійснив перший політ британський легкий багатоцільовий літак Short SC.7 Skyvan.
- 1966 — в Іспанії внаслідок катастрофи бомбардувальника США було загублено 4 водневі бомби (дві впали на поля та заразили радіацією сотні гектарів, а дві — в море).
- 1969 — «The Beatles» випустили платівку «Yellow Submarine» (англ. «Жовтий підводний човен»).
- 1991 — почалася операція «Буря в пустелі» — масовані бомбардування іракської інфраструктури як складова воєнної операції в Перській затоці 1990—1991 років.

-  — Ірак випустив у напрямку Ізраїлю та Саудівської Аравії 7 ракет «СКАД», аби спровокувати арабо-ізраїльський конфлікт.

- 1992 — Республіка Екваторіальна Гвінея визнала незалежність України.

-  — Україна встановила дипломатичні відносини з ФРН та Індією.

- 2000 — режим талібів Афганістану заявив про визнання ним незалежності Чечні.
- 2007 - відкрилася 23 Зимова Універсіада в Турині, (Італія).
- 2010 — відбувся перший тур виборів Президента України (другий — 7 лютого).

## Народились
Дивись також Категорія:Народились 17 січня
- 1492 — Адам Різе, німецький математик.
- 1600 — Кальдерон, видатний іспанський драматург та поет, священик.
- 1624 — Гваріно Гваріні, італійський архітектор, математик, богослов.
- 1659 — Антоніо Верачіні, італійський композитор і скрипаль епохи бароко; дядько і вчитель композитора і скрипаля Франческо Марія Верачіні.
- 1706 — Бенджамін Франклін, політичний теоретик, політик, видавець, вчений, винахідник, цивільний активіст, письменник і дипломат, один із засновників США.
- 1734 — Франсуа-Жозеф Ґоссек, французький композитор, якого вважають родоначальником французької симфонії.
- 1820 — Анна Бронте, англійська письменниця, одна з трьох сестер Бронте, автор роману «Незнайомка з Вілдфел-Холу».
- 1849 — Ежен Кар'єр, французький художник і графік.
- 1863 — Костянтин Станіславський, російський актор, режисер, теоретик театру, засновник МХАТу.
- 1899 — Аль Капоне, американський гангстер.
- 1901 — Григорій Епік, український літературний і громадський діяч, жертва сталінського терору.
- 1904 — Олесь Якимович, білоруський письменник радянської доби.
- 1907 — Григорій Китастий, діяч української музичної культури.
- 1908 — Богдан-Іван Кордюк, крайовий провідник ОУН на західноукраїнських землях, в'язень польських та німецьких тюрем, публіцист, геолог, професор УВУ.
- 1922 — Бетті Вайт, американська акторка, комедіантка та телеведуча.
- 1923 — Микола Білуха, економіст, доктор економічних наук, професор, Заслужений діяч науки і техніки України.
- 1933 — Даліда, співачка й акторка італійського походження.
- 1936 — Леонід Островський, футболіст київського «Динамо», 3-разовий чемпіон СРСР.
- 1939 — Володимир Горбулін, український політик, учений, державний діяч.
  - Христодул, архієпископ Афінський і всієї Еллади, предстоятель Елладської православної церкви у 1998—2008 рр.
- 1942 — Мухаммед Алі (Кассіус Клей), американський боксер.
- 1945 — Семен Альтов, російський письменник-гуморист.
- 1961 — Мая Чибурданідзе, грузинська шахістка, ексчемпіонка світу серед жінок.
- 1962 — Джим Керрі, американський кіноактор.
- 1965 — Геннадій Труханов, український політик, чинний міський голова Одеси.
- 1979 
  - Оля Полякова, українська співачка.
  - Олег Лісогор, український плавець.
- 1980 — Максим Чмерковський, українсько-американський танцюрист, чемпіон з латинських танців, хореограф, інструктор, телеведучий та кіноактор.
- 1984;
  - Софі Ді, британська порноакторка;
  - Олександр Вдовиченко, офіцер Служби безпеки України, учасник російсько-української війни, Герой України.
- 1987 — Олександр Усик, професійний український боксер.
- 2010 — Радомир Пилипенко, чемпіон світу до 7 років бліцу з шахів.

## Померли

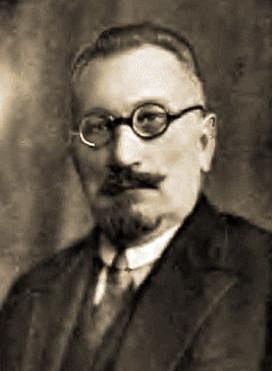
Андрій Лівицький

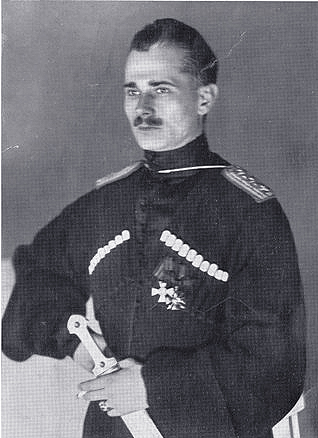
Іван Полтавець-Остряниця (1918)

Дивись також Категорія:Померли 17 січня
- 510 до н. е. — імператор Анней, 3-й імператор Японії, синтоїстське божество, легендарний монарх.
- 1229 — Альберт фон Буксгевден, бременський канонік, єпископ Ліфляндії, засновник Риги.
- 1654 — Паулюс Поттер, нідерландський художник. Один з найвизначніших представників нідерландського живопису Золотого віку.
- 1738 — Жан-Франсуа Дандріє, французький композитор, клавесиніст, органіст.
- 1751 — Томазо Джованні Альбіноні, італійський композитор епохи бароко.
- 1826 — Хуан Крізостомо Хакобо Антоніо де Арріага-і-Бальсола, іспанський композитор баскського походження. За ранню творчість іменований «баскським Моцартом». На честь Арріаги названий оперний театр в Більбао, де йому встановлено пам'ятник.
- 1863 — Орас Верне, французький живописець-баталіст, автор картини «Мазепа серед вовків» (1826). син художника Карла Верне.
- 1891 — Йоханнес Йозеф Херман Верхюльст, нідерландський композитор і диригент.
- 1893 — Резерфорд Хейз, 19 президент США (1877—1881).
- 1933 — Луїс Комфорт Тіффані, американський художник і дизайнер, виразник модерну (сецесії) в декоративно-ужитковому мистецтві. Син Чарльза Льюїса Тіффані, засновника знаної у світі ювелірної фірми «Тіффані і Ко».
- 1938 — Пікерінг Вільям Генрі, американський астроном
- 1954 — Андрій Лівицький, український громадсько-політичний діяч, 3-й голова Директорії УНР, 1-й президент УНР в екзилі (1926—1954).
- 1957 — Іван Полтавець-Остряниця, український військовик та політичний діяч, ад'ютант гетьмана Павла Скоропадського, обраний Гетьманом Самостійної Соборної України, отаман Українського Вільного Козацтва, отаман Запорізької бригади УВК Української Національної Армії.
- 1961 — Томас Белл[en], американський письменник українського (лемківського) походження («Василів хліб», 1930; «Друга премія», 1935; «Всі наречені гарні», 1936; «Прийде час», 1946; «В середині життя», 1961; «Зовні доменної печі», 1941).
- 1982 — Варлам Шаламов, прозаїк і поет доби сталінізму. Творець одного з викривальних літературних циклів про систему ГУЛАГ.
- 2002 — Каміло Хосе Села, іспанський письменник і публіцист, лауреат Нобелівської премії з літератури 1989, лауреат Премії Сервантеса (1995).
- 2008 — Боббі Фішер, американський шахіст, одинадцятий чемпіон світу з шахів.
- 2009 — Юрій Заболотний, український спортсмен.